# Edward Pease
Edward Pease (Darlington, 31 maggio 1767 – Darlington, 31 luglio 1858) è stato un imprenditore inglese.
Ricordato per essere stato il principale finanziatore della Stockton & Darlington Railway, la prima compagnia ferroviaria di trasporto pubblico al mondo che usasse locomotive a vapore. Per il suo ruolo storico viene talvolta definito "il padre della ferrovie" (attribuzione condivisa con George Stephenson).

## Biografia
Discendeva da una famiglia quacchera con un'attività manifatturiera della lana a Darlington. Il 30 novembre 1796 sposò la quacchera Rachel Whitwell, con cui ebbe cinque figli maschi e tre femmine.
Nel 1809 si impegnò, come suo nonno prima di lui, in progetti per migliorare la navigabilità del basso corso del Tees, per migliorare la competitività della contea nella fornitura di carbone alla capitale Londra. Il progetto fu abbandonato in favore di quello di una ferrovia.
Coinvolse l'ingegnere George Stephenson, trasformando il progetto originale di ferrovia a trazione animale in una che avrebbe utilizzato il vapore. Vi ebbero un ruolo di primo piano anche suo cugino, il banchiere Jonathan Backhouse, e l'ingegnere Nicholas Wood. Il progetto ebbe l'approvazione del Parlamento nel 1821. Pease fu uno dei finanziatori principali della società per la produzione di locomotive a vapore fondata da Stephenson a Newcastle upon Tyne.
La linea ferroviaria aprì nel 1825 e inizialmente venne utilizzata anche per il trasporto su rotaia con trazione animale. Solo gradatamente divenne ad esclusivo uso della trazione a vapore.
Nel 1829 Pease si ritirò dagli affari lasciando la direzione al secondo figlio Joseph.